# Buster Crabbe

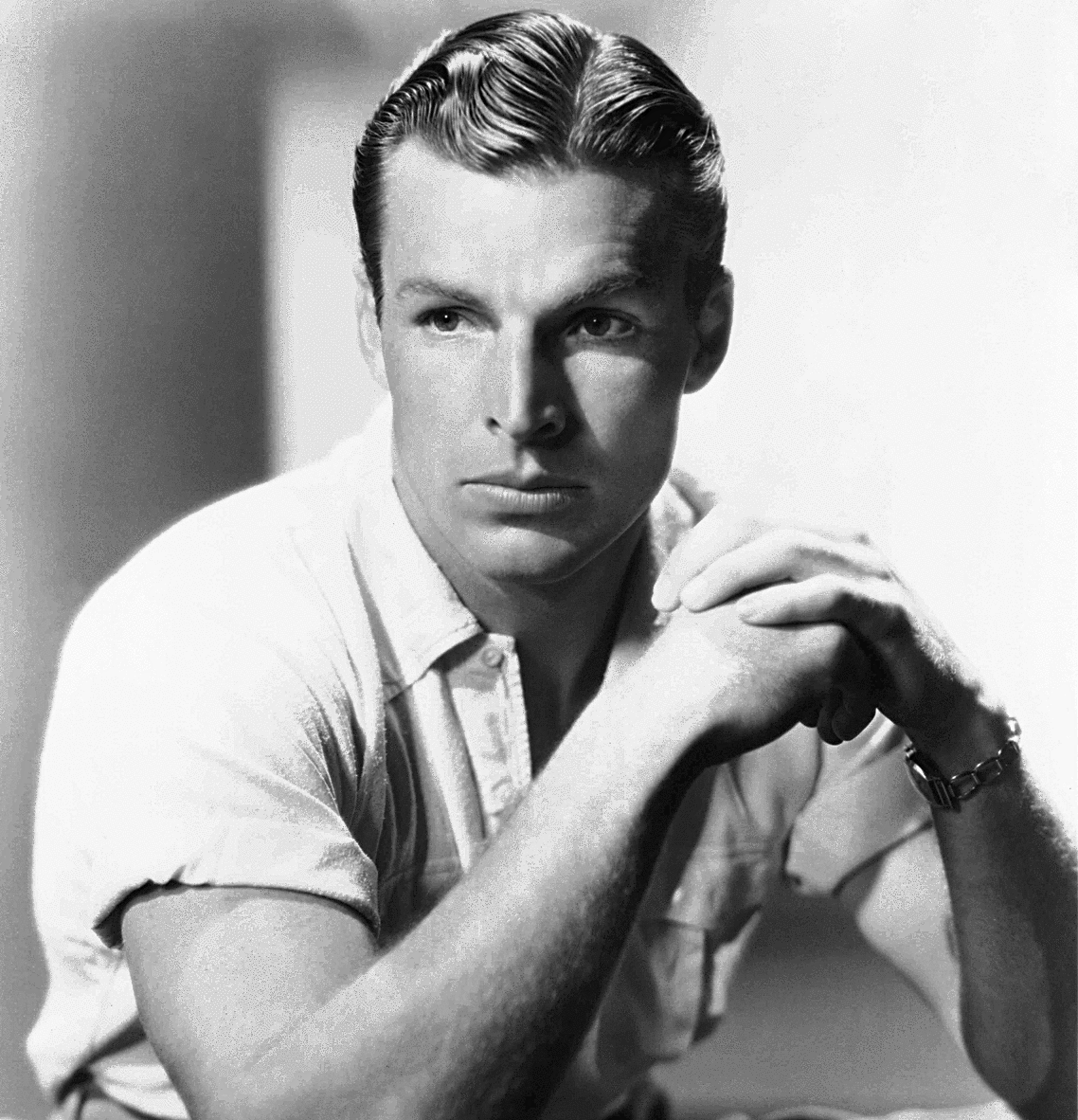
Buster Crabbe (1940)

Buster Crabbe, eg. Clarence Linden Crabbe II, född 7 februari 1908 i Oakland, Kalifornien, död 23 april 1983 i Scottsdale, Arizona, var en amerikansk elitsimmare, som blev skådespelare.
Vid Olympiska sommarspelen 1928 i Amsterdam kom Crabbe på tredje plats i 1 500 m frisim där svenske Arne Borg segrade, och vid spelen 1932 i Los Angeles blev han guldmedaljör på 400 m frisim. Han satte därvid nytt världsrekord och slog det rekord, som innehades av Johnny Weissmuller, vars roll som Tarzan han skulle komma att överta. 
Den Tarzan-film, som inspelades 1933 blev den enda där han hade den rollen. Totalt medverkade Crabbe i mer än 100 filmer bland annat tio i roller som Blixt Gordon och Buck Rogers, båda framtidsvisioner. De flesta filmerna han medverkade i var Western-filmer där han 23 gånger hade rollen som Billy Carson och 13 gånger som Billy the Kid -  en amerikansk revolverman med flera olika alias.

## Filmografi
- 1932 – Mänskligt villebråd
- 1943 – Med krut i nävarna